# Frumosu (Suceava megye)
Frumosu település Romániában, Bukovinában, Suceava megyében.

## Lakossága
Frumosunak a 2002 évi népszámláláskor 3,582 lakosa volt. Ebből 2 magyar, 1 ukrán, 2 német és 1 lengyel volt, melyből 3564 ortodox, 5 római katolikus, 13 egyéb volt.